# Rautavaara
Rautavaara es un municipio de Finlandia ubicado en la región de Savonia del Norte.
En 2022, el municipio tenía una población de 1476 habitantes, de los que unos setecientos vivían en la capital municipal, Rautavaaran kirkonkylä.
Se ubica unos 70 km al noreste de la capital regional Kuopio, a medio camino entre Iisalmi y Nurmes sobre la carretera 87.

## Historia
El área comenzó a habitarse a partir de las modificaciones fronterizas del Tratado de Teusina de 1595. Los primeros habitantes permanentes del área aparecen en documentos fiscales suecos posteriores al Tratado de Stolbovo de 1617. El actual municipio fue fundado en 1874 mediante la agrupación de áreas rurales hasta entonces pertenecientes a los municipios de Nurmes, Nilsiä y Juuka.